# Título de transporte electrónico
Un título de transporte electrónico está constituido por una smartcard (con contacto, contactless o híbrida) oportunamente homologada para ser adoptada en los sistemas de billetaje electrónico establecidos en los diferentes entornos del transporte público.
En general, se requiere que las smartcard adoptadas en estos sistemas respeten los siguientes estándares internacionales:
- ISO 7816 para la interfaz con contacto;
- ISO 14443 para la interfaz contactless (usada en las contactless smartcard);
- ISO 15408 para los requisitos de seguridad;
- ISO 15693 para las vicinity card;
- ENV 1545 para la descripción de la estructura de datos utilizada en las aplicaciones del transporte público;
- EMV 3.1.1 para la compatibilidad con las especificaciones bancarias en el caso de tarjetas con contacto.

En el caso de utilización de títulos magnéticos, tienen que respetar el estándar ISO 15457 (EN 753).